# 光華門駅
光華門駅（こうかもんえき）は、中華人民共和国江蘇省南京市秦淮区大光路と御道街交差点の西側にある、南京地下鉄5号線の駅。将来的には6号線も当駅に乗り入れ、両路線の乗換駅となる予定。

## 沿革
- 2025年8月6日：開業[1]。

## 駅名
事業着手当初は南京地下鉄集団は「光華門駅」の仮称を用いており、2019年11月28日に「光華門駅」を駅名として第一次公示された 、2020年1月15日に駅名が「光華門駅」に決定したことが発表された。

## 隣の駅
南京地下鉄
■5号線
通済門駅- 光華門駅 - 石門坎駅